# Ayọ
Ayọ è il quinto album in studio della cantante tedesca-nigeriana Ayọ, pubblicato nel 2017.

## Tracce
1. Nothing – 4:30
2. All I Want – 3:38
3. Paname – 2:37
4. Boom Boom – 3:58
5. Why – 3:50
6. If Love Is a Killer – 2:59
7. Velvet Clouds – 4:39
8. Cupcakes and Candies – 3:46
9. Let It Rain – 4:28
10. I Pray – 4:35
11. I'm a Fool – 4:27
12. Again – 3:33
13. Forever and Beyond – 4:33
14. Fearless – 7:36

## Classifiche
| Classifica (2017) | Posizione massima |
| ----------------- | ----------------- |
| Belgio (Vallonia) | 133               |
| Francia           | 93                |